# Bologhine
Bologhine  là một đô thị thuộc tỉnh Alger, Algérie. Dân số thời điểm năm 2002 là 43.283 người.